# Tescou
A Tescou folyó Franciaország területén, a Tarn jobb oldali mellékfolyója.

## Földrajzi adatok
A folyó Tarn megyében, a Francia-középhegységben ered 263 méter magasan, és Montauban városánál, Tarn-et-Garonne megyében ömlik be a Tarn-ba. Hossza 48,8 km.
Mellékfolyója a Tescounet.

## Megyék és városok a folyó mentén
- Tarn : Montgaillard
- Tarn-et-Garonne : Verlhac-Tescou, Montauban